# Жилинское сельское поселение (Калининградская область)
 Жи́линское се́льское поселе́ние — упразднённое муниципальное образование в составе Неманского района Калининградской области.
Административный центр — посёлок Жилино.
Население — 2694 чел. (2016).

## История
Жилинское сельское поселение образовано 30 июня 2008 года в соответствии с Законом Калининградской области № 257. В его состав вошли территории Жилинского, Канашского и Новоколхозного сельских округов.
Законом Калининградской области от 18 октября 2016 года № 4, 1 января 2017 года все муниципальные образования Неманского муниципального района — Неманское городское поселение, Жилинское и Лунинское сельские поселения — были преобразованы, путём их объединения, в Неманский городской округ.

## Население
| 2002  | 2009  | 2010  | 2012  | 2013  | 2014  | 2015  |
| ----- | ----- | ----- | ----- | ----- | ----- | ----- |
| 1429  | ↗2937 | ↘2733 | ↗2771 | →2771 | ↘2735 | ↗2748 |
| 2016  |       |       |       |       |       |       |
| ↘2694 |       |       |       |       |       |       |

## Состав сельского поселения
| №  | Населённый пункт | Тип населённого пункта          | Население |
| -- | ---------------- | ------------------------------- | --------- |
| 1  | Барсуковка       | посёлок                         | ↗90       |
| 2  | Бобры            | посёлок                         | ↘28       |
| 3  | Ватутино         | посёлок                         | ↘23       |
| 4  | Говорово         | посёлок                         | ↘54       |
| 5  | Думиничи         | посёлок                         | ↘27       |
| 6  | Жилино           | посёлок, административный центр | ↘931      |
| 7  | Загорское        | посёлок                         | ↘46       |
| 8  | Зайцево          | посёлок                         | ↗35       |
| 9  | Канаш            | посёлок                         | ↘469      |
| 10 | Лукьяново        | посёлок                         | ↗29       |
| 11 | Новоколхозное    | посёлок                         | ↘567      |
| 12 | Обручево         | посёлок                         | ↘40       |
| 13 | Пелевино         | посёлок                         | ↘8        |
| 14 | Пушкино          | посёлок                         | ↘52       |
| 15 | Рудаково         | посёлок                         | ↘100      |
| 16 | Становое         | посёлок                         | →3        |
| 17 | Фадеево          | посёлок                         | ↘49       |
| 18 | Шепетовка        | посёлок                         | ↘182      |

## Транспорт
По территории поселения проходит дорога областного значения Неман — Жилино длиной 29 км.

## Экономика
Имеется сельхозпредприятие ООО «Вяз-Агро» и молочный комплекс.
Здесь находятся лесные массивы с залежами торфа.

## Достопримечательности
- Лютеранская кирха 1845 года (Кирха Юргайтшена) в Канаше.
- В 2008 году введен в эксплуатацию искусственный водоем в посёлке Жилино[11].
- В Канаше Братская могила советских воинов, погибших в октябре-ноябре 1944 и январе-феврале 1945 годов. Захоронен 71 воин. Памятник установлен в 1950 году, в 1977—1978 годах произведены ремонтно-реставрационные работы.